# Jole Rosa
Jole Rosa (Lerici, ...) è un'attrice e commediografa italiana.

## Biografia
Jole Rosa nasce a Lerici, sul mare del Golfo dei Poeti; dopo la maturità scientifica a La Spezia, si trasferisce a Milano per frequentare la Civica Scuola d'Arte Drammatica del Piccolo Teatro.
Interrompe la scuola al secondo anno per esordire ne La cena delle beffe di Carmelo Bene, in scena allo Teatro Stabile dell'Aquila, con Gigi Proietti ed Alessandro Haber.
La sua passione per le avanguardie artistiche la porta nei teatri off del Beat '72 e Spazio Uno, dove recita per la regia di Giuliano Vasilicò; segue un laboratorio con Roberto Benigni, Carlo Monni e Donato Sannini e recita al fianco di Fiammetta Baralla, Vinicio Diamanti e Toni Servillo ne l'Eliogabalo di Memè Perlini.
Nel 1980, Mario Prosperi scrive e porta in scena con lei Jole Rosa, spettacolo multimediale alla Galleria Nazionale d'Arte Moderna di Roma, con scene di Renato Mambor.
Calca la passerella dell'Ambra Jovinelli recitando con Dante Maggio e nomi internazionali della rivista.Lavora in commedie musicali con Renato Rascel, Fiorenzo Fiorentini e Mario Moretti.
Nel cinema appare in vari film sperimentali di Paolo Bologna; sul grande schermo, lavora con Ghigo De Chiara e Walerian Borowczyk.Recita ne La città delle donne di Federico Fellini, ma non viene accreditata. È coprotagonista con Mario Mieli, nel film-documento Non è mai troppo ovvio, di Franco Di Matteo.
Studia tecniche vocali ed incide con il musicista d'avanguardia americano Alvin Curran.
Ritorna in scena al Teatro Orologio di Roma, nel 1999, con Mamelles testo tratto da Chansons de Bilitis di Pierre Louÿs con il musicista Gianluca Pezzino.
Nel 2000 è al Festival di Taormina con La cerimonia di Giuseppe Manfridi per la regia di Walter Manfrè.
Affianca Gianni Fantoni e Giannapaola Scaffidi in Due cuori in vacanza al Teatro de' Servi di Roma, nella primavera del 2002.
Ancora con Gianluca Pezzino a Roma, in un testo di Jean Genet, Le serve. prodotto da Media Aetas di Roberto De Simone e poi con Primo verae, spettacolo dedicato a Simonetta Vespucci, al Festival di Portovenere Donna, accanto ad Angelo Smimmo.
Scrive due testi: Sirene e Farfalla falena e li rappresenta a Milano, Asti, La Spezia, in spazi aperti e architettonicamente significanti.
In occasione della Festa della Marineria, nel 2009, invita a La Spezia il regista Memè Perlini e gli affida la regia di un suo monologo La vista del mondo, del futurista Ettore Cozzani, che viene rappresentato all'interno dei bacini di carenaggio dell'Arsenale Militare e nella torre delle poste ricoperta dai mosaici futuristi di Prampolini e Fillia. L'idea viene poi sviluppata con lo spettacolo multimediale La vista del mondo. Message in a bottle per la regia di Andrea Balzola, i video di Theo Eshetu, con Massimo Verdastro coprotagonista
Ancora con regia e testo di Andrea Balzola Specchio delle mie trame, un omaggio a Virginia Oldoini, Contessa di Castiglione, si esibisce al Festival Portovenere Donna, nell'estate 2012, continuando la sua ricerca e valorizzazione delle grandi donne del Golfo dei Poeti (Simonetta Vespucci e Virginia Oldoini).
Nel 2010, con Arianna: la via dell'amore, per la regia di Memè Perlini, è al Festival Internazionale di Teatro di Istanbul .
Nel 2013 ha riscoperto la sua antica passione per la pittura. I suoi quadri diventano così motivo di performance, dando vita ad uno spettacolo di teatro multimediale Oloturie e Medusei, con il ballerino-cantante Angelo Smimmo.

## Filmografia

### Cinema
- Che notte quella notte! di Ghigo De Chiara (1977)
- Interno di un convento di Walerian Borowczyk (1978)

### Cortometraggi
- MovJole - Jole catturata dalla moviola di Paolo Bologna (1976)
- Expanded Jole di Paolo Bologna (1977)
- Jole ferry to Marocco di Paolo Bologna (1977)
- Jole'pavane di Paolo Bologna (1977)
- J&A+ di Paolo Bologna (1977)
- Jole smokes di Paolo Bologna (1977)
- Jole 47 secondi di Paolo Bologna (1977)
- Guerre stellari - Jole in the crowd di Paolo Bologna (1977)
- Non è mai troppo ovvio di Franco di Matteo (1979)
- Specchio delle mie trame video di Theo Eshetu (2012)

## Teatro
- La cena delle beffe, regia di Carmelo Bene, Teatro Stabile dell'Aquila (1974)
- La corte delle stalle laboratorio, Teatro Beat '72, Roma (1975)
- Nel mio piccolo non saprei con Renato Rascel, Teatro Parioli, Roma (1975)
- L'uomo di Babilonia, regia di Giuliano Vasilicò, Teatro Spazio Uno, Roma (1976)
- Sogno di una notte di mezza estate, regia di Guido Compagnoni, Bomarzo (1977)
- Morto un Papa con Fiorenzo Fiorentini, Teatro Centrale, Roma (1978)
- Perfido incanto, regia di Franco di Matteo, Convento Occupato, Roma (1979)
- Jole Rosa di Mario Prosperi, Galleria Nazionale d'Arte Moderna, Roma (1980)
- Vipere e marsine, regia di Mario Moretti, Teatro dei Satiri, Roma (1981)
- Eliogabalo, regia di Memè Perlini, Teatro Piramide, Roma (1982)
- Mamelles di Pierre Louys, Teatro dell'Orologio, Roma (1999)
- La cerimonia di Giuseppe Manfridi, Taormina Arte (2000)
- La confessione, regia di Walter Manfrè (2001)
- Due cuori in vacanza, Teatro de' Servi, Roma (2002)
- Primo Verae di Gianluca Pezzino, Festival Portovenere Donna, Portovenere (2002)
- Le serve, regia di Gianluca Pezzino, Teatro Stanze Segrete, Roma (2003)
- Il boudoir del marchese De Sade regia Antonio Salines, Teatro Libero, Milano (2004)
- Sirene di Jole Rosa, con Joy F. Barbezat, Castello Riomaggiore (2005)
- Farfalla falena di Jole Rosa, Libreria Mursia, Milano (2006)
- La vista del mondo, regia Memè Perlini, Arsenale Militare, La Spezia (2009)
- Oltre la vista del mondo, Festa della Marineria, La Spezia (2009)
- Arianna:la via dell'amore, regia Memè Perlini, Festival Internazionale Teatro Istanbul (2010)
- Specchio delle mie trame di Andrea Balzola, Festival Portovenere Donna (2012)
- Oloturie e medusei con Angelo Smimmo, Studio Acca, Roma (2013)